# Joachim Meischner
Joachim Meischner (n. 13 august 1946, Dorfchemnitz bei Sayda, Saxonia, Germania) este un biatlonist ce a reprezentat Republica Democrată Germană, medaliat olimpic. A participat la o ediție a Jocurilor Olimpice (1972) în care a câștigat o medalie de bronz.

## Participări
Lista de mai jos prezintă principalele competiții la care a participat Joachim Meischner de-a lungul carierei.
- biathlon at the 1972 Winter Olympics – relay[*]